# Tetraodon

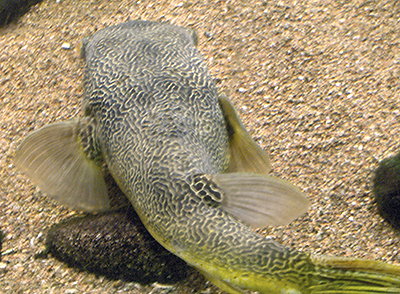
Tetraodon mbu

Tetraodon és el gènere més nombrós de la família Tetraodontidae. Els seus membres tenen una àmplia distribució, des d'Àfrica fins a Àsia Sud-oriental. S'ha seqüenciat el genoma de Tetraodon nigroviridis.

## Taxonomia
- Tetraodon abei T. R. Roberts, 1998
- Tetraodon baileyi Sontirat, 1989
- Tetraodon biocellatus Tirant, 1885
- Tetraodon cambodgiensis Chabanaud, 1923
- Tetraodon cochinchinensis (Steindachner, 1866)
- Tetraodon cutcutia F. Hamilton, 1822 * Tetraodon duboisi Poll, 1959
- Tetraodon erythrotaenia Bleeker, 1853 * Tetraodon fluviatilis F. Hamilton, 1822
- Tetraodon hilgendorfii Popta, 1905
- Tetraodon implutus Jenyns, 1842
- Tetraodon kretamensis Inger, 1953
- Tetraodon lineatus Linnaeus, 1758
- Tetraodon mbu Boulenger, 1899
- Tetraodon miurus Boulenger, 1902
- Tetraodon nigroviridis Marion de Procé, 1822
- Tetraodon palembangensis Bleeker, 1852
- Tetraodon pustulatus A. D. Murray, 1857
- Tetraodon sabahensis Dekkers, 1975
- Tetraodon schoutedeni Pellegrin, 1926
- Tetraodon suvattii Sontirat, 1989
- Tetraodon turgidus (Kottelat, 2000)
- Tetraodon waandersii Bleeker, 1853